# Андронцево
Андронцево — деревня в Вологодском районе Вологодской области.
Входит в состав Кубенского сельского поселения (с 1 января 2006 года по 8 апреля 2009 года входила в Вепревское сельское поселение), с точки зрения административно-территориального деления — в Вепревский сельсовет.
Расстояние до районного центра Вологды по автодороге — 58 км, до центра муниципального образования Кубенского по прямой — 25 км. Ближайшие населённые пункты — Починок, Синдошь, Макарово, Рослятино.
По переписи 2002 года население — 2 человека.